# Eddie Vedder
Eddie Vedder, geboren als Edward Louis Severson III (Evanston (Illinois), 23 december 1964), is een Amerikaanse musicus en singer-songwriter. Hij is leadzanger en gitarist van de Amerikaanse grunge-band Pearl Jam. Vedder heeft een  bariton-stem en wordt gezien als een icoon van de alternatieve rock.
Naast zijn activiteiten bij Pearl Jam is Vedder ook actief in andere muzikale projecten waaronder diverse soundtracks en bijdrages aan albums van andere artiesten. In 2007 bracht hij zijn eerste soloalbum uit dat diende als zeer succesvolle soundtrack voor de film Into the Wild. Daarvan kwam het nummer Hard Sun als single uit. Zijn tweede soloalbum Ukulele Songs verscheen op 31 mei 2011. In februari 2022 kwam Earthling uit.

## Jeugd
Eddie Vedder is de zoon van Karen Lee Vedder en musicus Edward Louis Severson jr. De familie had in totaal zeven kinderen. Zijn ouders scheidden in 1965 toen Vedder een jaar oud was. Zijn moeder hertrouwde met advocaat Peter Mueller, waarna Vedder werd opgevoed met het idee dat Mueller zijn biologische vader was. Zijn aangenomen naam werd Edward Mueller.
Halverwege de jaren zeventig verhuisde een gedeelte van de familie, inclusief Eddie Vedder, naar San Diego County (Californië). Tijdens deze jaren ging Vedder zich voor muziek interesseren en bewonderde hij met name het album Quadrophenia van The Who uit 1973. Hij zei hierover: “Toen ik 15 of 16 jaar oud was… voelde ik me helemaal alleen… Ik was alleen, met uitzondering van muziek”. Zijn moeder en Peter Mueller scheidden een paar jaar later. Zijn moeder en broers verhuisden terug naar de staat Illinois, maar Vedder bleef met zijn stiefvader in Californië wonen zodat hij zijn middelbare school kon afmaken.
Pas na de scheiding hoorde Vedder dat Peter Mueller niet zijn biologische vader was. Vedder had zijn biologische vader als kind slechts een paar keer ontmoet, maar dacht dat Severson een oude vriend van zijn ouders was. Toen Vedder de waarheid ontdekte, was Severson al overleden aan multiple sclerose. Vedders slechte relatie met zijn stiefvader verslechterde hierna nog meer. Eind jaren tachtig schreef Vedder hierover het nummer Better Man, dat na uitgave van het album Vitalogy in 1994 een van de bekendste nummers van Pearl Jam zou worden. Tijdens een optreden met Pearl Jam in de jaren negentig verkondigde Vedder dat het nummer ging over "... the bastard that married my mom". Een ander bekend nummer van Pearl Jam, Alive, is gedeeltelijk te herleiden naar het verleden van Vedder zelf.

## Jaren tachtig: eerste muzikale stappen
Vedder ging tijdens zijn senior year aan de San Dieguito High School op zichzelf wonen en verdiende geld met bijbaantjes. Hij hield dit niet lang vol en nog tijdens zijn senior year keerde hij terug naar de rest van zijn familie in Chicago. In deze tijd veranderde hij zijn naam in Eddie Vedder. Hij ging als ober werken, verdiende zijn high school GED en zat kort op een community college bij Chicago.
In 1984 keerde Vedder terug naar San Diego met zijn vriendin Beth Liebling. Hij nam diverse demo tapes op en had meerdere baantjes. Vedder maakte deel uit van diverse bands, waaronder Indian Style waarin ook de toekomstige Rage Against the Machine- en Audioslave-drummer Brad Wilk zat. In 1988 werd Vedder de zanger van Bad Radio. Oorspronkelijk werd hun muziek beïnvloed door Duran Duran, maar na Vedders aantreden bewoog de band meer richting een alternatief rockgeluid beïnvloed door de Red Hot Chili Peppers.

## Pearl Jam
Via de bevriende Jack Irons (ex-Red Hot Chili Peppers) kwam er een demobandje met Vedders zang en teksten in Seattle terecht bij Stone Gossard en Jeff Ament uit het voormalige Mother Love Bone. Deze groep hield op te bestaan toen zanger Andrew Wood overleed aan een overdosis heroïne. Samen met Gossard, Ament en Mike McCready van (destijds) Mookie Blaylock en Chris Cornell en Matt Cameron van Soundgarden droeg Vedder bij aan Temple of the Dog. Dit was een eenmalig eerbetoon in albumvorm aan Wood. Vedder werd hierop aangenomen als zanger van Mookie Blaylock, dat in de loop van 1991 werd omgedoopt tot Pearl Jam. Pearl Jam zou uitgroeien tot een van de succesvolste bands die Seattle ooit gekend heeft en door de lezers van USA Today verkozen tot de beste Amerikaanse rockband aller tijden.
Vedder wordt over het algemeen gezien als de centrale figuur in de band. In de jaren negentig was hij, samen met Kurt Cobain, een idool voor een hele generatie. Met Vedder als centrale figuur in de videoclip van Jeremy won de band vier prijzen tijdens de MTV Video Music Awards 1993. Maar Pearl Jam, met Vedder op de voorgrond, zette zich steeds meer af tegen het mediacircus rondom de band. In 1995 kwam de groep tevergeefs in verzet tegen het monopolie van Ticketmaster. Mede op initiatief van Vedder weigerde de band jarenlang videoclips op te nemen.

## Solocarrière
In 2007 bracht Vedder zijn eerste soloalbum uit: de soundtrack voor de film Into the Wild. Het nummer "Guaranteed" won in 2008 een Golden Globe en was genomineerd voor Best Song Written for a Motion Picture, Television or Other Visual Media tijdens de Grammy Awards van 2008. Tijdens de Grammy Awards van 2009 was het nummer "Rise" genomineerd voor Best Rock Vocal Performance, Solo.
In 2008 en 2009 was Vedder op minitournee in de Verenigde Staten. Tijdens deze optredens verzorgde hij nummers van Into the Wild, Pearl Jam en nummers van andere artiesten.
Op 31 mei 2011 kwam zijn tweede soloalbum uit genaamd Ukulele Songs. Voor alle nummers op dit album, waaronder ook enkele covers, maakte Vedder gebruik van de ukelele. In datzelfde jaar toerde Vedder door Australië en de Verenigde Staten. In 2012 gaf hij vijf solo-optredens in Europa, waaronder twee in Carré, gevolgd door enkele optredens in de Verenigde Staten. 
In 2017 kwam Eddie Vedder terug naar Nederland. Hij trad op 27, 29 en 30 mei op in de AFAS Live te Amsterdam.
In 2021 werd de soundtrack van de film Flag Day uitgegeven. Op dit album wordt door Vedder samengewerkt met onder meer zijn goede vriend Glen Hansard en zijn dochter Olivia Vedder.
Op 8 september 2021 kwam de aankondiging van Vedders derde soloplaat: Earthling. Als eerste single werd het nummer Long Way uitgegeven gecombineerd met het nummer The Haves op een 7″ vinyl. Op 14 januari 2022 werd de single Brother the Cloud uitgegeven.

## Privéleven
Vedder trouwde op 3 juni 1994 in Rome met zijn jeugdliefde Beth Liebling maar scheidde in september 2000 van haar na een relatie van 16 jaar. Op 18 september 2010 trouwde hij met model Jill McCormick. Het stel heeft twee kinderen: Olivia (2004) en Harper (2008).
Vedder staat bekend als een politiek geëngageerd persoon en was zelf onder meer actief voor presidentskandidaat Ralph Nader, milieubescherming en proabortuscampagnes. Tijdens het optreden van Pearl Jam in maart 1992 voor MTV Unplugged schreef hij de woorden 'Pro Choice' op zijn arm. Daarnaast brengt hij in het anti-Bush nummer Bu$hleaguer een 'ode' aan ex-president George W. Bush door een masker te dragen van diens beeltenis.

## Trivia
- Begin jaren zeventig namen de ouders van Eddie Vedder enkele pleegkinderen onder hun hoede. Vedder zei hierover: "All of a sudden, most of my brothers were older, and black and Irish, and all those intense, diverse cultures. We were like foster brothers. A totally mixed bag of youths... their musical tastes rubbed off on me. That's when I got into Smokey Robinson, James Brown, Otis Redding, the Jackson 5... To this day, when I pull out a record with the blue Motown logo of the map of Detroit on it, it get the chills".[2] Vedder vertelt hierover tijdens het concert van de band in de zomer van 2009 in Chicago en hiermee zijn fascinatie voor de Jackson Five: "The lead singer was only three or four years older than me". Vedder speelde Neil Youngs "The Needle and the Damage Done" als eerbetoon aan Michael Jackson.
- Op latere leeftijd wordt Vedder vooral geïnspireerd door de Sex Pistols, Talking Heads en The Who. Vooral het album Quadrophenia van The Who heeft indruk op Vedder gemaakt: "It basically saved my life. I thought it was so amazing that this guy who lives thousands of miles away in another country could totally explain my life. It was really intense, and obviously I wasn't the only one who felt that way". In het experimentele nummer "Pry, To" op het Pearl Jam album Vitalogy is de volgende tekst te horen als het nummer achterstevoren wordt afgespeeld: “Pete Townshend, oh how you saved my life”.
- Vedder is een fanatiek watersporter (met name bodysurfen). Twee keer is Vedder van een verdrinkingsdood gered. De eerste keer was op 25 maart 1995 toen hij met Tim Finn bij Karekare in Nieuw-Zeeland aan het surfen was. Hij werd de zee ingetrokken en moest door lijfwachten worden gered. In 2005 sloeg zijn outriggerkano om tijdens een tocht van Moloka'i naar Oahu. Hij werd gered door een toevallig passerende boot.[3]
- In de jaren tachtig is Vedder vier jaar lang ('s nachts) pompbediende geweest, waarna hij vaak ging surfen. Op deze manier raakte Vedder geïnspireerd om teksten te schrijven voor de nummers "Alive", "Once" en "Footsteps" (gezamenlijk de 'Mamasan-trilogie' genoemd) en werd hij aangenomen als zanger voor Pearl Jam (dat eerst Mookie Blaylock heette). De originele tape wordt in de documentaire Pearl Jam Twenty getoond.
- In de film Singles is Vedder samen met bandleden Stone Gossard en Jeff Ament te zien. In de film is Vedder drummer 'Eddie' van de band Citizen Dick. Matt Dillon is de zanger van de fictieve band. De film werd in 1991 opgenomen, voordat Pearl Jam het album Ten had uitgegeven.
- Het bruine corduroyjasje dat Vedder veel in de beginjaren droeg (o.a. tijdens het 1992 MTV Unplugged optreden en Pinkpop 1992) en waarnaar het nummer "Corduroy" vernoemd is, werd door fabrikanten gekopieerd, massaal geproduceerd en voor een hoge prijs verkocht. Het jasje had Vedder bij zijn aankomst in Seattle in 1990 van Stone Gossard gekregen.
- Eddie Vedder is de tekstschrijver van de band. Producer Brendan O'Brien zei hierover in november 2013 tegen het tijdschrift Lust for Life: "...Al zolang ik hem ken, schrijft hij zijn teksten op een stokoude typemachine van Remington. Dat gevaarte zeult hij in een bruine koffer overal mee naartoe. Altijd heeft hij zijn teksten tot in de puntjes uitgewerkt. Die professionaliteit is kenmerkend voor hem sinds de dag dat ik hem ontmoette".

## Discografie

### Albums
| Album met eventuele hitnotering(en) in de Nederlandse Album Top 100 | Datum van verschijnen | Datum van binnenkomst | Hoogste positie | Aantal weken | Opmerkingen                              |
| ------------------------------------------------------------------- | --------------------- | --------------------- | --------------- | ------------ | ---------------------------------------- |
| Into the Wild                                                       | 14-09-2007            | 22-09-2007            | 30              | 42           | Soundtrack van Into the wild             |
| Ukulele Songs                                                       | 31-05-2011            | 04-06-2011            | 13              | 14           |                                          |
| Matter of Time                                                      | 18-11-2020            | -                     | -               | -            | Ep                                       |
| Flag Day (Original Soundtrack)                                      | 20-08-2021            | -                     | -               | -            | Soundtrack met Glen Hansard en Cat Power |
| Earthling                                                           | 11-02-2022            | 19-02-2022            | 5               | 3            |                                          |

| Album met hitnotering(en) in de Vlaamse Ultratop 200 albums | Datum van verschijnen | Datum van binnenkomst | Hoogste positie | Aantal weken | Opmerkingen                              |
| ----------------------------------------------------------- | --------------------- | --------------------- | --------------- | ------------ | ---------------------------------------- |
| Into the Wild                                               | 2007                  | 06-10-2007            | 40              | 16           | Soundtrack van Into the wild             |
| Ukulele Songs                                               | 2011                  | 04-06-2011            | 12              | 12           |                                          |
| Flag Day (Original Soundtrack)                              | 2021                  | 18-12-2021            | 161             | 1            | Soundtrack met Glen Hansard en Cat Power |
| Earthling                                                   | 2022                  | 19-02-2022            | 5               | 9            |                                          |

### Dvd's
| Dvd's met hitnoteringen in de Nederlandse Music Top 30 | Datum van verschijnen | Datum van binnenkomst | Hoogste positie | Aantal weken | Opmerkingen |
| ------------------------------------------------------ | --------------------- | --------------------- | --------------- | ------------ | ----------- |
| Water on the Road - live                               | 2011                  | 04-06-2011            | 3               | 19           |             |

### NPO Radio 2 Top 2000
| Nummers met noteringen in de NPO Radio 2 Top 2000 | '12  | '13  | '14 | '15  | '16 | '17 | '18 | '19 | '20  | '21 | '22 | '23 | '24  |
| ------------------------------------------------- | ---- | ---- | --- | ---- | --- | --- | --- | --- | ---- | --- | --- | --- | ---- |
| Guaranteed                                        | -    | -    | -   | -    | -   | -   | -   | -   | 1548 | 227 | 571 | 690 | 810  |
| Hard Sun                                          | -    | -    | -   | 1477 | 501 | 563 | 568 | 611 | 711  | 725 | 849 | 967 | 1028 |
| Society                                           | 1295 | 1075 | 241 | 190  | 195 | 188 | 252 | 224 | 266  | 232 | 275 | 277 | 267  |

1. ↑  Een '-' betekent dat het nummer niet was genoteerd en een vetgedrukt getal geeft de hoogste notering van een nummer aan.
2. ↑  2012 was het eerste jaar met een notering voor Eddie Vedder.